# محاكاة المركب n
تعرف محاكات المركب n (بالإنجليزية: N-body simulation)‏ في الفيزياء وعلم الفلك على انها محاكاة لنظام الحركيات (نظام ديناميكي) للاجسام عادة تكون تلك الاجسام  تحت تأثير القوى الفيزيائية مثل الجاذبية. وكثيرا ما يستخدم محاكاة المركب n  في فيزياء فلكية للبحث ودراسة في حركات نظام الأرض والقمر والشمس وفهم التطورات الحاصلة في هياكل الكون (علم الكونيات الفيزيائية) كما تستخدم المحاكاة المركب n في دراسة عمليات سير وتكوين هياكل غير الخطية مثل خيوط المجرية وهالات المجرية من تأثير المادة المظلمة وايضا لدراسة تطورات الحركة عنقود نجمي.

## طبيعة اجسام المعالجة
إن اجسام المعالجة من طرف هذه المحاكاة يمكن أن تتطابق مع الأجسام المادية (أشياء ملموسة) التي تتواجد في الطبيعة فمثلا  محاكاة للعنقود نجمي فان لكل جسيم من كل نجم لها نفس خصائص مع الجسيم المادي. ومن جهة أخرى نجد أن محاكاة لسحب بين النجوم (سحاب الغار) لا يمكن ان تحمل جسيمات في غاز (في ذرة أو جزيء) لأن هذا يتطلب على اقل 1023 من جزيئات لكل مول من المادة الواحدة وهذا يعني اننا سنجد جسيم واحد يمثل بكمية كبيرة من الغاز إذا هذه الكمية لا تحتاج إلى أي خصائص للجسم المادي لكن يجب أن يتم اختيارها على اساس حل وسط بين الدقة ومتطلبات الكمبيوتر القابلة للتحكم

## محاكاة مباشرة من المركب n  للجاذبية
- محاكاة مركب n من 400 الكائنات مع معاملات قريبة من الكواكب النظام الشمسي

في محاكاة مباشرة من المركب n  للجاذبية ان كل من معادلات الحركة لنظام N والجسيمات التي تكون تحت تأثير قوى الجاذبية يتم دمجهم عدديا دون أي قيمة تقريبية يتم استخدام تلك الحسابات في الحالات التي تحدث فيها التفاعلات بين الأجسام الفردية وهي مهمة لتطور النظام
تم إجراء أول محاكاة مباشرة من الجسم المركب n من قبل سيباستيان فون هورنر (Sebastian von Hoerner) في معهد أسترونوميشس ريشن (Astronomisches Rechen)في هايدلبرغ بألمانيا  اما سفيري آرسيث (Sverre Aarseth) فقد كرس حياته العلمية بأكملها لتطوير سلسلة من رموز مركب n عالية الكفاءة التي تستخدم في تطبيقات الفيزياء الفلكية كما تحتوي على نظم حسابية وهي عبارة خدعة رياضية لإزالة التفرد في قانون نيوتن للجاذبية التي تنص على اقتراب جسمين من بعضها البعض بشكل حتمي  وايضا نجد استخدام هذه رموز لسفيري آرسيث في دراسة ديناميات مجموعات النجمية والنظم الكوكبية والنوى المجرة

## المحاكاة النسبية العامة
هناك العديد من المحاكاة للنسبية العامة كانت  لها اثر كبير في تأسيس  إحداثيات روبرتسون-ووكر Friedmann-Lemaitre-Robertson-Walker cosmology تم ادراجها في المحاكاة كمطور قياس المسافة (أو عامل تحجيم) في نظام الإحداثيات المسايرة مما يؤدي إلى تباطؤ الجسيمات في تلك الإحداثيات (أيضا بسبب الانزياح نحو الأحمر من الطاقة الفيزيائية) ومع ذلك يمكن اهمال المساهمات النسبية العامة وسرعة الجاذبية المحدودة

## تحسينات في الحساب
ان المحاكاة المركب n هي بسيطة من حيث المبدأ لأنها تعتمد فقط على دمج المعادلات التفاضلية 6N العادية التي يمكن من خلالها  تحديد الحركات الجسيمات في الجاذبية النيوتونية وفي ممارسات الرياضية فان العدد N من الجسيمات المعنية عادة ما تكون كبيرة جدا وعدد التفاعلات الجسيمات التي تحتاج إلى حساب يزيد على ترتيب N2 وأيضا في التكامل المباشر للمعادلات التفاضلية يمكن أن تكون عمليات الحسابية كبيرة ولذلك تم ابتكار وتطوير عددا من التحسينات التي تسهل الحساب
وعادة ما يتم استخدام التكامل العددي عبر مراحل زمنية صغيرة باستخدام طريقة كالتكامل بالتجزئة  وهاذا راجع إلى ان  كل التكاملات العددية قد يؤدي إلى أخطاء فالخطوات صغير تعطي لنا أخطاء أقل لكن سير بالعمليات تكون بوتيرة متباطئة
واحدة من أبسط تحسينات المعروفة هي أن لكل جسيم له متغير زمني الخاصة به بحيث ان الجسيمات ومع أوقات حركياته مختلفة لا يجب أن تتطور كلها بنفس بمعدل وفي مدة زمنية
هناك مخططان تقريبيان أساسيان من شئنهما التقليل من الوقت في الحساب لمثل هذه المحاكاة كما يمكنها أن تقلل من الصعوبة والتعقيد في العمليات حسابية الحاسوبية ك O(N log N) أو تحسينه في حالة فقدان الدقة

### طريقة الشجرة
هذه طريقة هي تقريبا مثل محاكاة بارنز هت وعادة ما تستخدم طريقة شجرة مثمنة (أو شجرة أوكت) عادة ما يقسم حجم المحاكاة إلى خلايا مكعبة عبر التكميم (فراغ ثلاثي الأبعاد) ولذلك يتعين معالجة أجسام فقط من الخلايا المجاورة بشكل منفرد، والأجسام الموجودة في الخلايا البعيدة من الممكن معالجتها كأجسام ضخمة مفردة موجودة في محور ثقل الخلية (أو أمر أقل التمديد المتعدد) وذلك قد يقلل إلى حد كبير عدد أجسام التفاعلات الثنائية التي يجب حسابها ويشهر استخدامها في الحصول على تمثيل (On log n) 

### طريقة شبكة الجسيمات
هناك طرق أخرى أيضا مثل طريقة شبكة الجسيمات حيث تقوم بتخصيص المساحة على شبكة لأغراض حسابيبة
معادلة بواسون
{\displaystyle {\displaystyle \nabla ^{2}\Phi =4\pi G{\rho },\,}}
بحيث ان G هو ثابت الجاذبية {\displaystyle {\rho }} وهي الكثافة
للمعادلة بواسون شكل آخر بسيط هي
{\displaystyle {\displaystyle {\hat {\Phi }}=-4\pi G{\frac {\hat {\rho }}{k^{2}}},\,}}
وبما أن هذه الطريقة محدودة بحجم الشبكة فإنه في الممارسة هذه العمليات الرياضية تستخدم شبكة أصغر أو تقنيات أخرى (مثل الجمع مع شجرة أو خوارزمية جسيمات جزيئية بسيطة) لحساب القوى الصغيرة الحجم

## أنظمة ثنائية الجسيمات
هناك عدد كبير جدا من الجسيمات في المحاكاة تتطابق عادة مع الجسيمات الحقيقية ذات كتلة كبيرة جدا مم قد يؤدي إلى احتمالية تسبب في مشاكل مع التفاعلات قصيرة المدى بين الجسيمات مثل تشكل نظام النجوم الثنائية المزدوجة ولمنع هذا يتم استخدام قانون القوة النيوتونية مخففة والتي لا تتباعد مثل دائرة نصف قطرها معكوس مربع على مسافات قصيرة معظم عمليات المحاكاة تتم  عن طريق تشغيل المحاكاة على خلايا ذات حجم محدود ومن مهم ان يتم في مثل هذه الطريقة من اجل جعل الجسيمات دائما تمارسة قوة التلاشي على نفسها

## دمج الباريونات، والببتونات والفوتونات في المحاكاة
العديد من المحاكاة تحاكي المادة المظلمة الباردة فقط وأيضا تشمل فقط قوة الجاذبية فان دمج الباريونات والببتونات والفوتونات في المحاكاة يزيد بشكل كبير من تعقيدها لذا وجب إجراء تبسيطات عليها